# 逢いたくて (2丁拳銃の曲)
「逢いたくて」（あいたくて）は日本のお笑いコンビ、2丁拳銃のデビューシングル。1998年3月25日、イーストウエスト・ジャパンからリリース。作詞作曲は、イカすバンド天国2代目イカ天キングのバンド・GENのボーカリストだった源学（本作では「源まなぶ」名義）が務めている。

## 収録曲
1. 逢いたくて
  - 作詞・作曲：源まなぶ
2. 好きなことやろう
  - 作詞：小堀裕之 作曲：源まなぶ
3. 逢いたくて（オリジナル・カラオケ）